# مايك غرين (سياسي)
مايك غرين (بالإنجليزية: Mike Green)‏ هو سياسي أمريكي، ولد في 5 نوفمبر 1973. حزبياً، نشط في الحزب الديمقراطي. وقد انتخب عضو مجلس ولاية فيرجينيا الغربية.